# Smoke on the Water: The Best Of
Smoke on the Water: The Best Of è una compilation del gruppo Deep Purple pubblicata nel 1994.

## Tracce
1. Hush - 4:20
2. Kentucky Woman (edit) - 4:05
3. The Bird Has Flown (single version) - 2:52
4. Hallelujah - 3:41
5. Black Night - 3:24
6. Child in Time - 10:16
7. Speed King (single version alternate take) - 4:22
8. Strange kind of Woman (edit) - 3:45
9. Fireball - 3:19
10. Smoke on the Water (US single edit) - 3:44
11. Highway Star - 6:05
12. Never Before (edit) - 3:27
13. Space Truckin' - 4:31
14. Woman From Tokyo (edit) - 2:43
15. Might Just Take Your Life (edit) - 3:32
16. Burn (edit) - 4:28
17. Stormbringer - 4:08
18. You Keep On Moving (edit) - 4:26